# Jurij Bedsyk
Jurij Dmytrowytsch Bedsyk (* 25. November 1925 in Charkiw, Ukrainische SSR; † 17. August 2008 in Kiew, Ukraine) war ein ukrainischer und sowjetischer Schriftsteller.

## Leben
Jurij Bedsyk kam 1925 als Sohn des Schriftstellers Dmytro Bedsyk (Дмитро Іванович Бедзик, 1898–1982) in Charkiw zur Welt.
Zu Beginn des Großen Vaterländischen Kriegs evakuierte man seine Familie nach Kasachstan, wo er im Dezember 1942 Soldat der Roten Armee wurde. Als Unteroffizier der sowjetischen 3. Gardepanzerarmee nahm er an der Überquerung des Dnepr und der Befreiung Prags teil und erhielt für seine militärischen Verdienste Orden und Medaillen.
Nach dem Krieg studierte er bis 1949 an der Fakultät für internationale Beziehungen der Universität Kiew und 1952 wurde er Mitglied der KPdSU. Nachdem er einige Zeit im Ausland verbracht hatte, ging er als Dozent an die Kiewer Universität und war als Journalist und Schriftsteller tätig. Seit 1957 war er Mitglied und später Sekretär der Union der Schriftsteller der Ukraine. Von 1978 bis 1998 war er Vorsitzender des ukrainischen Zweigs des sowjetischen Friedensfonds.
Er starb 82-jährig in Kiew und wurde dort auf dem Baikowe-Friedhof bestattet.
Jurij Bedsyk erhielt zahlreiche Auszeichnungen, darunter 1995 das Ehrenzeichen des Präsidenten der Ukraine.

## Werk
1954 veröffentlichte er sein erstes Werk und 1956 veröffentlichte er eine Sammlung von Kurzgeschichten. Insgesamt schrieb er mehr als dreißig Bücher in verschiedenen Genres, Theaterstücke und Drehbücher. In seinen Romanen schrieb er über historische, militärische, patriotische Themen.
Seine Werke wurden in Englisch, Französisch, Spanisch, Russisch, Polnisch, Ungarisch, Lettisch, Moldawisch und Slowakisch übersetzt.